# Wai-iti (Neuseeland)
Wai-iti ist eine kleine Siedlung im Tasman District auf der Südinsel von Neuseeland.

## Namensherkunft
Der Name der Siedlung bedeutet in der Sprache der Māori „kleiner Fluss“.

## Geographie
Die Siedlung befindet sich rund 29 km südwestlich von Nelson, direkt am New Zealand State Highway 6 zwischen Foxhill, rund 2,5 km südwestlich und Wakefield, rund 4,5 km nordöstlich. Durch die Siedlung fließt der Wai-iti River, der weiter nordöstlich in den Waimea River mündet.

## Geschichte
Wai-iti erhielt durch den 1876 eröffneten ersten Abschnitt der Nelson Railway Bahnanschluss nach Nelson. Die Strecke wurde nach mehreren Erweiterungen bis zur Gowan Bridge am 3. September 1955 endgültig stillgelegt und danach zurückgebaut.
Vom New Zealand Historic Places Trust sind drei Bauwerke im Ort als Baudenkmal registriert:
- zwei Hopfendarren in der Hoult Valley Road West[4][5]
- ehemaliger Bahnhof am State Highway 6[6]

## Wirtschaft
In der Umgebung des Ortes wird Hopfen angebaut.